# 1940 en cyclisme
| Années du cyclisme : 1937 - 1938 - 1939 - 1940 - 1941 - 1942 - 1943    |
| Décennies du cyclisme : 1910 - 1920 - 1930 - 1940 - 1950 - 1960 - 1970 |

Les faits marquants de l'année 1940 en cyclisme.

## Mars
- 10 mars : l'Italien Pierino Favalli gagne Milan-Turin pour la troisième année d'affilée.
- 19 mars : le championnat d'Italie sur route cette année ce dispute en 7 manches. Pour la 1re manche l'Italien Gino Bartali remporte Milan-San Remo au sprint pour la deuxième année d'affilée.
- 24 mars l'Espagnol Federico Ezquerra gagne le Grand prix de Pâques.
- 31 mars : le Belge Achiel Buysse gagne le Tour des Flandres.
- 31 mars : l'Italien Vasco Bergamaschi gagne Milan-Modène.

## Avril
- 7 avril : le Français Emile Idée gagne le Critérium national de la route.
- 14 avril : le Belge Albert Hendrickx gagne le Circuit des Régions Flamandes.
- 14 avril : 2e manche du championnat d'Italie sur route, l'Italien Gino Bartali remporte le Tour de Toscane pour la deuxième fois..
- 28 avril : l'Espagnol Antonio Sancho gagne le Trophée Masferrer.

## Mai
- 1er mai : le Belge Frans Pauwels gagne le Grand Prix Hoboken.
- 2 mai : 3e manche du championnat d'Italie sur route, l'Italien Cino Cinelli remporte le Tour du Piémont.
- 12 mai : le Luxembourgeois Christophe Didier gagne le Tour de Catalogne.
- 17 mai : départ de la 28e édition du Tour d'Italie.
- 29 mai : le néo professionnel Italien Fausto Coppi âgé de 20 ans gagne la 11e étape du tour d'Italie Florence-Modène. Dans le froid sous la pluie, puis la grêle, il s'échappe dans le col de l'Abétone , poursuit son effort dans les cols Barigazzo et Montefestino et arrive à Modène 3 minutes 45 secondes avant les Italiens Olimpio Bizzi et Gino Bartali. C'est sa toute première victoire professionnelle, parachevée par la conquête de son premier maillot rose de leader avec 1 minute et 3 secondes d'avance sur l'Italien Enrico Mollo. Ainsi débute son palmarès comptant 118 victoires sur route dont 50 échappées solitaires qui mises bout à bout font 3000 KM parcourus seul en tête.

## Juin
- 9 juin : Fausto Coppi gagne le Tour d'Italie, auquel il participe pour la première fois.
- 30 juin : Fausto Coppi obtient son premier titre national en remportant le championnat d'Italie de poursuite. Il bat en finale le tenant du titre, Olimpio Bizzi[1]. C'est pourtant sa première tentative dans un championnat de cette discipline. Ainsi il fait taire les septiques qui considéraient sa victoire dans le Tour d'Italie comme sans lendemain.

## Juillet
7 juillet : l'Espagnol Juan Gimeno gagne le Tour de Majorque.
14 juillet : 4e manche du championnat d'Italie sur route, l'Italien Adolfo Leoni gagne le Trophée Moschini pour la deuxième année d'affilée.
18 juillet : l'Espagnol Fermin Trueba gagne le Tour de Cantabrie.
21 juillet : l'Espagnol Mariano Canardo gagne la Vuelta a los Puertos. L'épreuve ne reprendra qu'en 1944.
25 juillet : l'Espagnol Federico Ezquerra devient champion d'Espagne sur route.
25 juillet : le Suisse Edgar Buchwalder devient champion de Suisse sur route.
28 juillet : 5e manche du championnat d'Italie sur route, l'Italien Gino Bartali gagne le Tour de Campanie.

## Août
- 11 août : le Luxembourgeois Lucien Bidinger devient champion du Luxembourg sur route. L'épreuve ne reprendra qu'en 1945.
- 15 août : le Suisse Robert Zimmermann gagne le Championnat de Zurich.
- 18 août : l'Espagnol Federico Ezquerra gagne le Grand Prix de Villafranca pour la deuxième fois.
- 18 août : 6e manche du championnat d'Italie sur route, l'Italien Gino Bartali gagne le Tour du Latium pour la deuxième fois. Avant même la septième manche Bartali est assuré d'être champion d'Italie sur route pour la troisième fois même s'il ne marque aucun point durant la dernière manche.
- 18 août : le Néerlandais Louis Motké devient champion des Pays-Bas sur route.

## Septembre
1er septembre : l'Italien Cino Cinelli gagne les 3 Vallées Varésines .
15 septembre : l'Italien Aldo Bini gagne le Trophée Bernocchi.
15 septembre : le Belge Odiel Van Den Meerschant devient champion de Belgique sur route.
22 septembre : l'Italien Aldo Ronconi gagne le Tour d'Ombrie.

## Octobre
- 13 octobre : le Suisse Ferdi Kubler gagne "A travers Lausanne".
- 13 octobre : l'Italien Osvaldo Bailo gagne le Tour d'Émilie.
- 27 octobre : 7e manche du championnat d'Italie sur route, comme l'an dernier le Tour de Lombardie, dernière épreuve du championnat d'Italie, est remporté par Gino Bartali. Déjà assuré d'être champion d'Italie grâce aux points obtenus durant la saison, il dispute cette course avec le maillot distinctif tricolore[2].
- cette année le championnat d'Allemagne sur route se dispute aux points sur plusieurs épreuves, l'Allemand Georg Stach devient champion d'Allemagne sur route. (MERCI DE RENSEIGNER SUR LE NOM DES EPREUVES ET LEURS DATES)

## Décembre
- 20 décembre : l'Union vélocipédique de France devient la Fédération française de cyclisme.

## Principales naissances
- 4 janvier : Ramón Sáez, cycliste espagnol († 18 juin 2013).
- 11 janvier : Franco Balmamion, cycliste italien.
- 24 janvier : Hugh Porter, cycliste anglais.
- 4 février : Robert Lelangue, cycliste belge.
- 5 février : Barry Hoban, cycliste anglais.
- 21 février : José Manuel López Rodríguez, cycliste espagnol.
- 3 mars : Rubén Darío Gómez, cycliste colombien († 23 juillet 2010).
- 4 mars : Eduardo Castelló, cycliste espagnol.
- 7 mars : Michel Nédélec, cycliste français († 3 octobre 2009).
- 8 mars : Jiří Daler, cycliste tchécoslovaque.
- 8 mai : Vito Taccone, cycliste italien († 15 octobre 2007).
- 12 mai : Guennadi Lebediev, cycliste soviétique.
- 19 mai : Jan Janssen, cycliste néerlandais.
- 31 mai :
  - Dino Zandegù, cycliste italien.
  - Frans Brands, cycliste belge († 9 février 2008).
- 3 juillet : Mario Zanin, cycliste italien.
- 26 juillet : Aurelio González Puente, cycliste espagnol.
- 15 août : José Antonio Momeñe, cycliste espagnol († 23 décembre 2010).
- 19 août : Valentín Uriona, cycliste espagnol († 30 juillet 1967).
- 28 août : Roger Pingeon, cycliste français († 19 mars 2017).
- 1er septembre : Franco Bitossi, cycliste italien.
- 27 septembre : Benoni Beheyt, cycliste belge.
- 28 septembre : Guido De Rosso, cycliste italien.
- 12 octobre : Luciano Armani, cycliste italien.
- 24 octobre : Jean-Pierre Genet, cycliste français († 16 mars 2005).
- 27 octobre : Georges Van Coningsloo, cycliste belge († 7 avril 2002).
- 15 novembre :
  - Frans Melckenbeeck, cycliste belge.
  - Klaus Ampler, cycliste allemand († 6 mai 2016).
- 23 novembre : Gösta Pettersson, cycliste suédois.
- 1er décembre : Albert Van Damme, cycliste belge.
- 12 décembre : José María Errandonea, cycliste espagnol.

## Principaux décès
- 2 janvier : Albert Richter, cycliste allemand (° 14 octobre 1912)
- 12 mai : Michel D'Hooghe, cycliste belge (° 19 mai 1912)
- 22 mai : Julien Vervaecke, cycliste belge (° 3 novembre 1899)
- 10 juin : Émile Diot, cycliste français (° 3 juillet 1912)
- 16 août : Henri Desgrange, cycliste français, directeur du journal L'Auto et organisateur du Tour de France (° 31 janvier 1865)
- 4 septembre : Angelo Gremo, cycliste italien (° 3 décembre 1887)